# Castelul Hohensalzburg

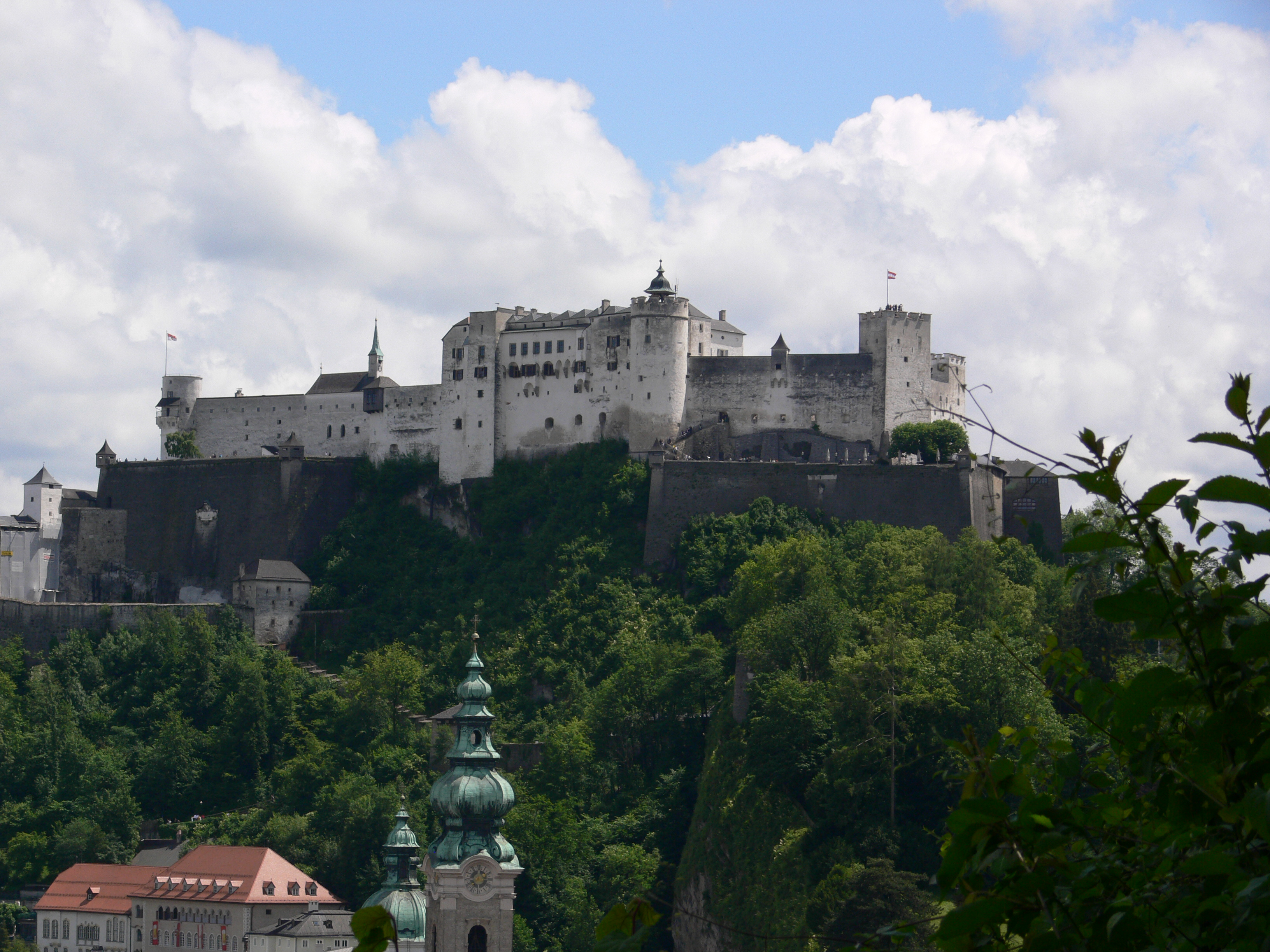
Hohensalzburg, vedere din Mönchsberg

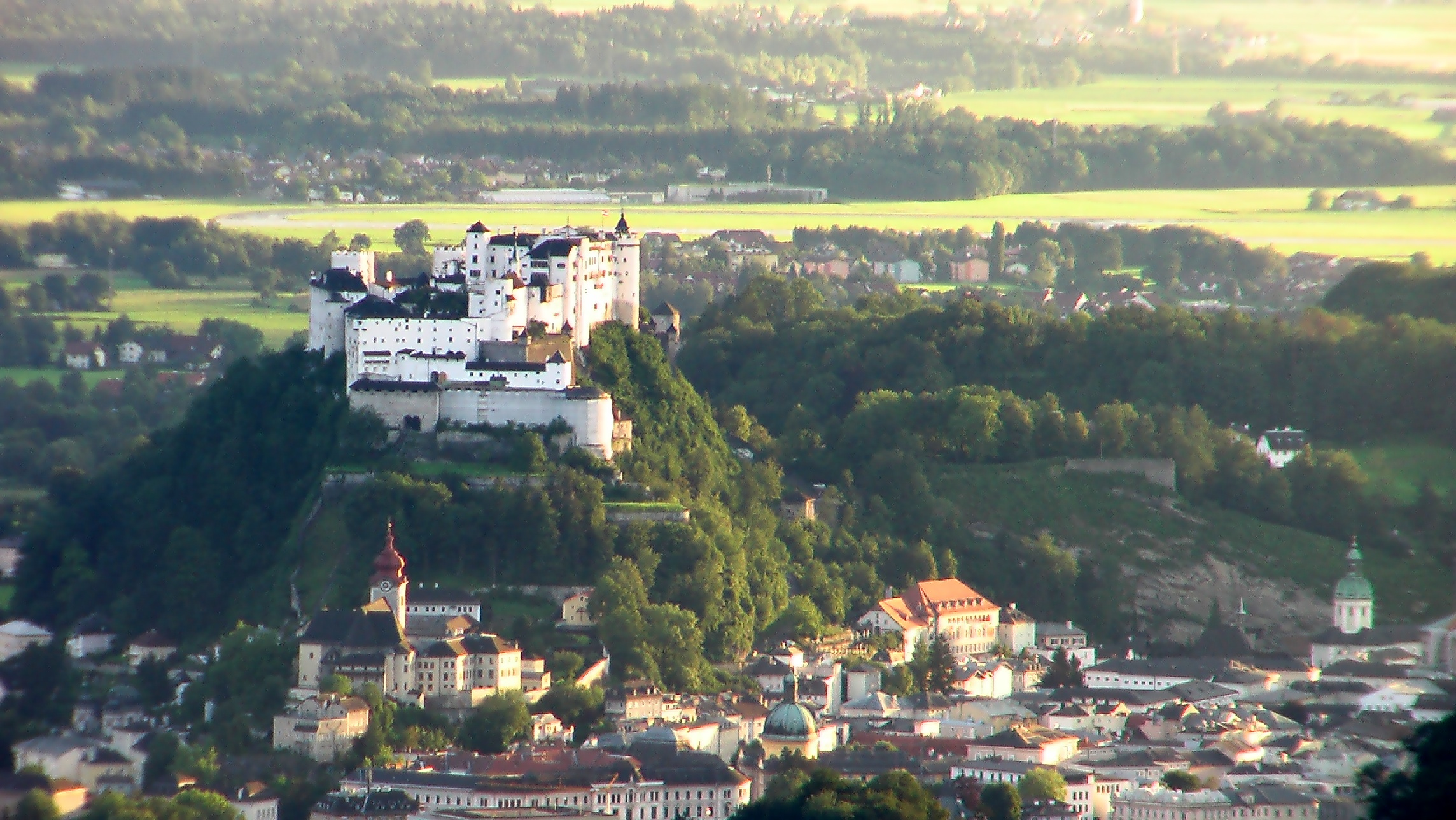
Castelul Hohensalzburg şi oraşul Salzburg, vedere din Gersberg Alm

Castelul Hohensalzburg (în germană Festung Hohensalzburg, literal „Fortăreața din Salzburgul de Sus”) este un castel din orașul austriac Salzburg, aflat pe muntele Festungsberg. Înălțat la ordinul principelui-arhiepiscop de Salzburg, el este unul dintre cele mai mari castele medievale din Europa, având o lungime de 250 m și o lățime de 150 m.

## Istoric

### Istoria timpurie

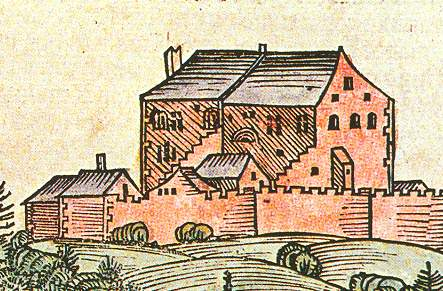
Una dintre cele mai vechi reprezentări ale castelului de prin 1460, din Schedel'sche Weltchronik

Construcția fortăreței a început în 1077, în timpul arhiepiscopului Gebhard von Helfenstein. Construcția inițială era un castru cu perete din lemn. În Sfântul Imperiu Roman, arhiepiscopii de Salzburg erau deja figuri politice puternice și au extins castelul pentru a-și proteja interesele. Conflictul lui Gebhard cu împăratul Henric al IV-lea în timpul Controversei investiturilor a determinat extinderea castelului, arhiepiscopul luând partea Papei Grigore al VII-lea și al uzurpatorului german Rudolf de Rheinfelden. Castelul a fost extins treptat pe parcursul secolelor următoare. Zidurile și turnurile de apărare au fost construite în 1462 în timpul principelui-arhiepiscop Burkhard al II-lea von Weißpriach.
În timpul conducerii sale (1495-1519), principele-arhiepiscop Leonhard von Keutschach a extins în continuare castelul. Coadjutorul său Matthäus Lang von Wellenburg, care i-a succedat mai târziu lui Leonhard, a scris în 1515 o descriere a Reisszug-ului, un funicular timpuriu și foarte primitiv, care a facilitat accesul mărfurilor în curtea superioară a castelului. Linia încă există, deși într-o formă îmbunătățită, și este, probabil, cea mai veche cale ferată operațională din lume.

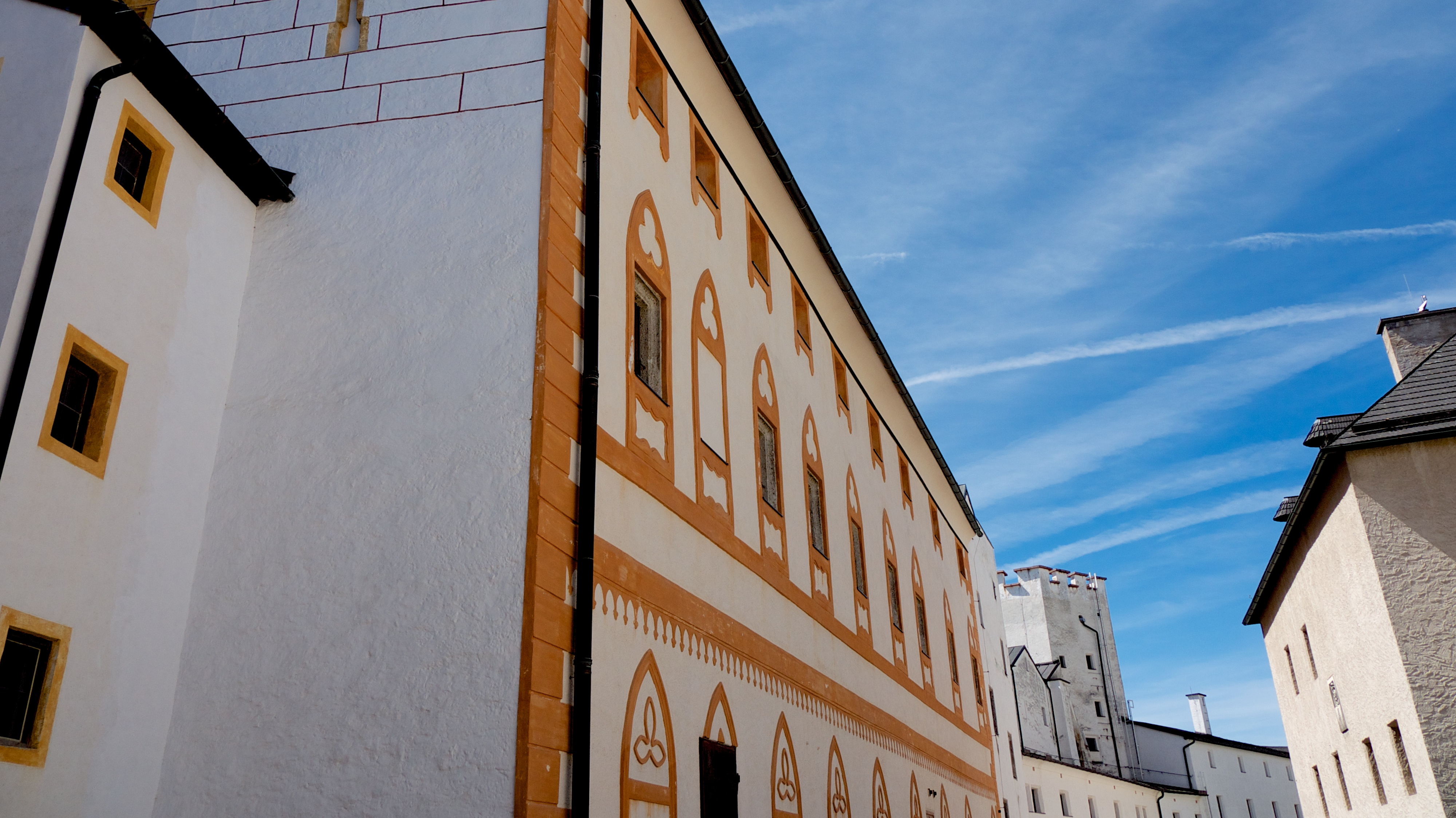
Interiorul Castelului Hohensalzburg

Singura dată când fortăreața a fost asediată a fost în timpul Războiului Țărănesc German din 1525, când un grup de mineri, fermieri și orășeni au încercat să-l alunge pe principele-arhiepiscop Matthäus Lang, dar nu a reușit să ocupe castelul. În 1612 arhiepiscopul detronat Wolf Dietrich von Raitenau a murit în închisoarea de aici. În timpul Războiului de Treizeci de Ani, arhiepiscopul-conte Paris de Lodron a întărit apărarea orașului, inclusiv Hohensalzburg. El a adăugat diverse anexe la cetate, cum ar fi depozitele de praf de pușcă și casele de poartă suplimentare. Fortul s-a predat fără luptă trupelor franceze de sub comanda generalului Jean Victor Marie Moreau în timpul Războiului napoleonian al celei de-a doua coaliții din 1800, iar ultimul principe-arhiepiscop, contele Hieronymus von Colloredo a fugit la Viena. În secolul al XIX-lea, el a fost folosit drept cazarmă, depozit și temniță înainte de a fi abandonat ca avanpost militar în 1861.

### Istoria recentă

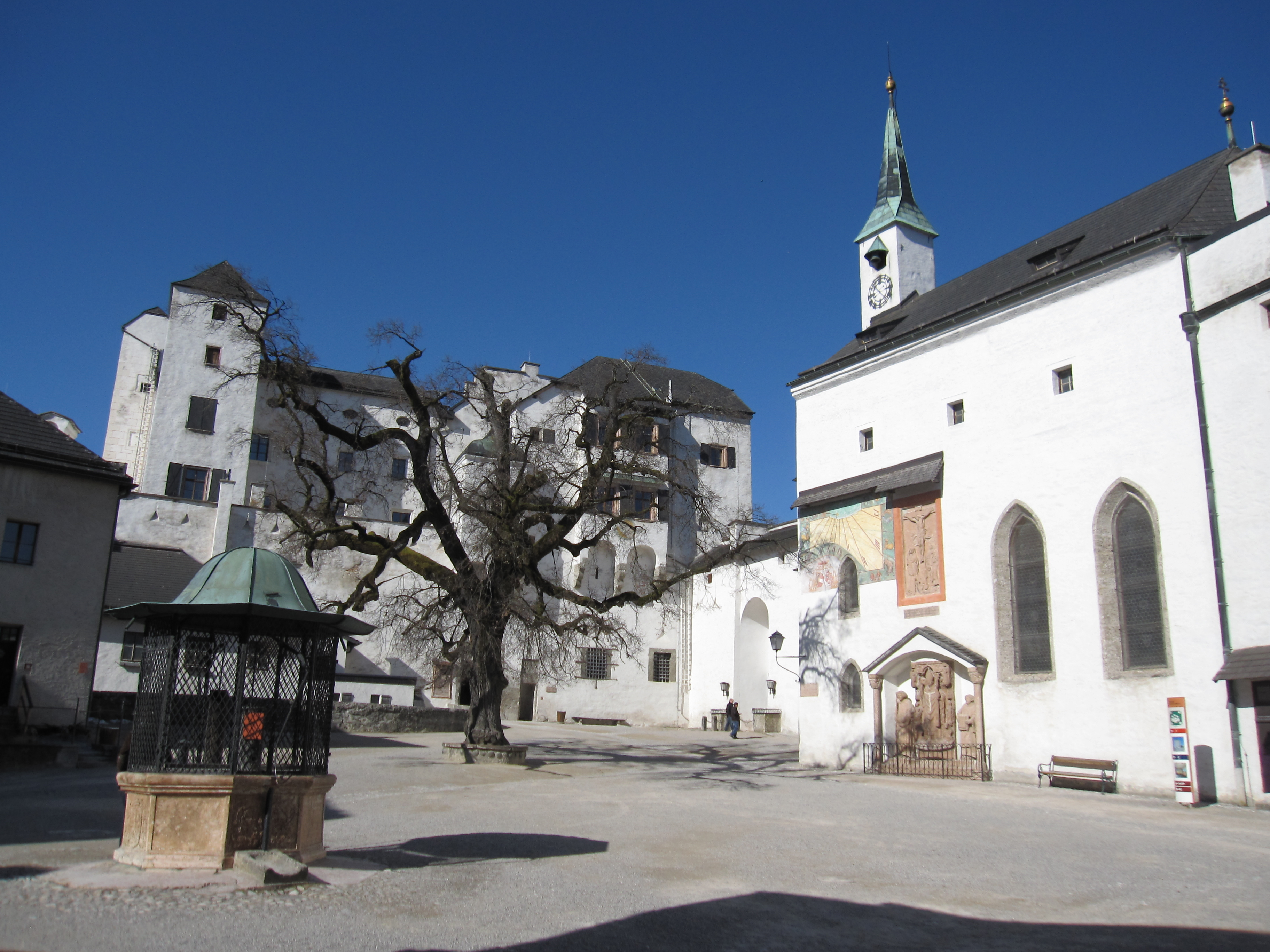
Curtea interioară, vedere către Hohe Stock și Capela Sf. Gheorghe

Hohensalzburg a fost renovat începând cu sfârșitul secolului al XIX-lea și a devenit o atracție turistică majoră, cu funicularul deschis în 1892, care urcă din oraș către Hasengrabenbastei. El este prezent unul dintre cele mai bine conservate castele din Europa.
La începutul secolului al XX-lea a fost folosit ca închisoare, fiind deținuți prizonieri de război italieni în timpul Primului Război Mondial și activiști naziști (înainte de Anschluss-ul cu Germania) în anii 1930.
Hohensalzburg a fost recent selectat ca motiv principal pentru moneda aniversară austriacă a Abației Nonnberg emisă la 5 aprilie 2006. Aceasta a fost prima monedă din seria "Mari mănăstiri din Austria". Pe ea este reprezentată mănăstirea benedictină a Abației Nonnberg. În vârful dealului de pe fundal pot fi văzute castelul și biserica Sf. Kajetan. De asemenea, în 1977 Monetăria austriacă a emis o monedă pentru aniversarea a 900 de ani a castelului Hohensalzburg.

## Interior
Fortăreața este formată din mai multe aripi și o curte interioară. Apartamentele prințului-episcop se află în așa-numitul "Hoher Stock" (etajul superior).

### Taurul din Salzburg
Turnul Kraut (Krautturm) adăpostește un aerofon mare cu peste 200 de tuburi, care este denumit "Taurul din Salzburg" (Salzburger Stier).Această imensă orgă mecanică a fost construită în 1502 de către arhiepiscopul Leonhard von Keutschach. Ea a fost reînnoită de către Rochus Egedacher în 1735.
Din Duminica Floriilor și până la 31 octombrie "Taurul din Salzburg" a cântat zilnic la orele  7, 11 și 18. Aerofonul începea astfel cântecul carillonului din Residenzplatz și îl încheia.
Una dintre cele mai faimoase cabarete din Austria este numit după el.

### Capela arhiepiscopului Leonhard von Keutschach

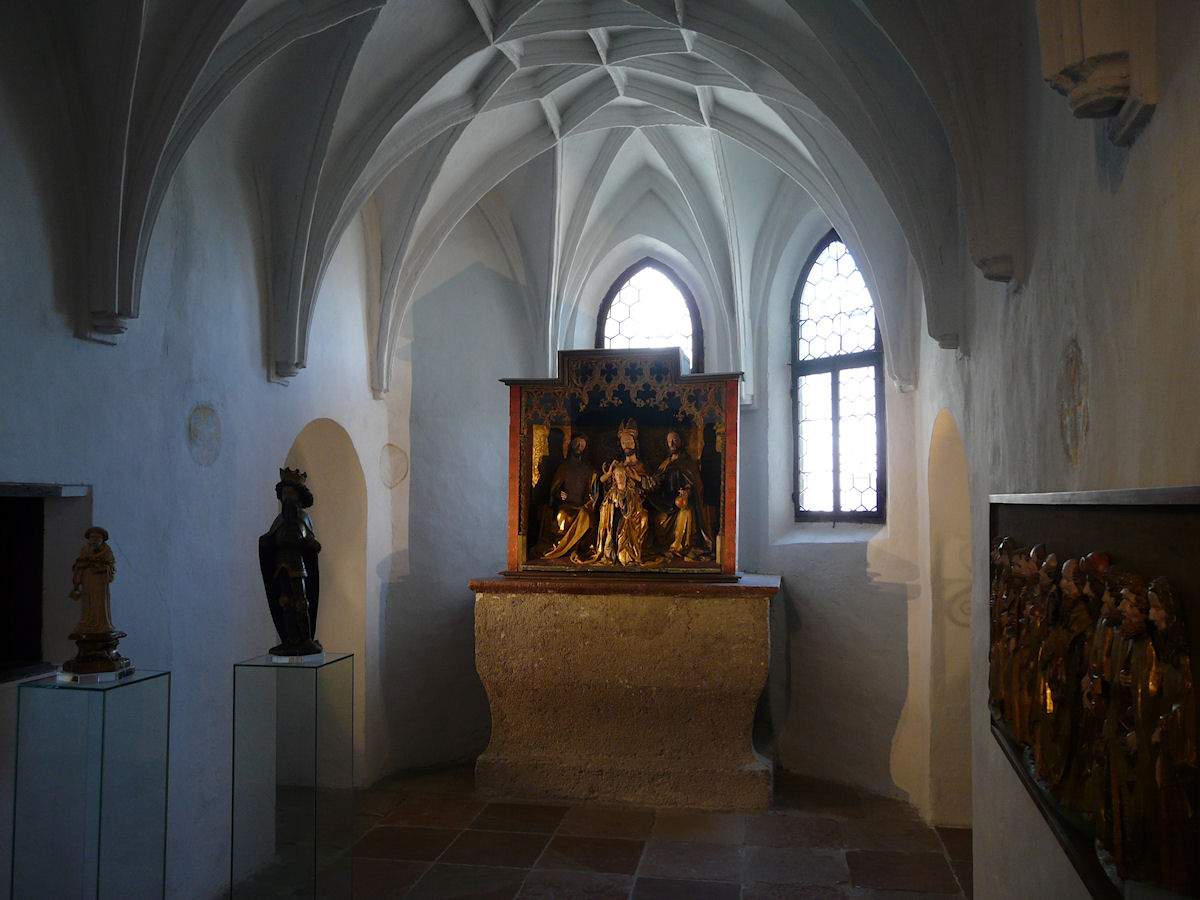
Capela arhiepiscopului Leonhard von Keutschach

Arhiepiscopul de Salzburg Leonhard von Keutschach (1495-1519) a construit capela la un moment ulterior. O stea de boltă bogat ornamentată decorează tavanul capelei. Partea interioară a ușii de la intrare este acoperit cu stuc. Cadrul pictat prezintă coloane de culoare roșie pe un soclu înalt, cu capiteluri de culoare gri. Stema orașului Salzburg și cea a lui Leonhard von Keutschach sunt reproduse în timpan sub mitră. O caracteristică specială a stemei este napul și el poate fi întâlnit în multe locuri din cetate ca un semn al activității de construcții a prințului-arhiepiscop Keutschach. În peretele de nord al capelei există două deschideri care făceau posibilă participarea la slujba religioasă din camera laterală.

### Sala de Aur
Începând din 1498, arhiepiscopul Leonhard von Keutschach a avut magnificele apartamente de stat instalate la etajul al treilea. Camerele în care locuiau arhiepiscopii se aflau cu un etaj mai jos. Apartamentele de stat au fost utilizate în principal pentru scopuri reprezentative și pentru festivități. Sala de Aur a fost bogat decorată și indică faptul că cetatea a servit arhiepiscopilor nu doar ca un refugiu în vremuri de criză, ci și ca o reședință până în secolul al XVI-lea.
În scopul de a câștiga mai mult spațiu, arhiepiscopul Leonhard von Keutschach a construit patru piloni masivi de marmură pe peretele exterior din dreapta și a adăugat o loggie. Ca și în celelalte camere, tavanul este casetat, fiecare casetă fiind împodobită cu butoni de aur ce simbolizează stelele de pe cer.
Grinzi cu lungimea de 17 metri sprijină tavanul. Stema lui Leonhard von Keutschach, împreună cu cele ale Sfântului Imperiu Roman, ale celor mai puternice orașelor germane germane și ale episcopiilor care depindeau de Salzburg sunt pictate pe ea.

### Camera de Aur

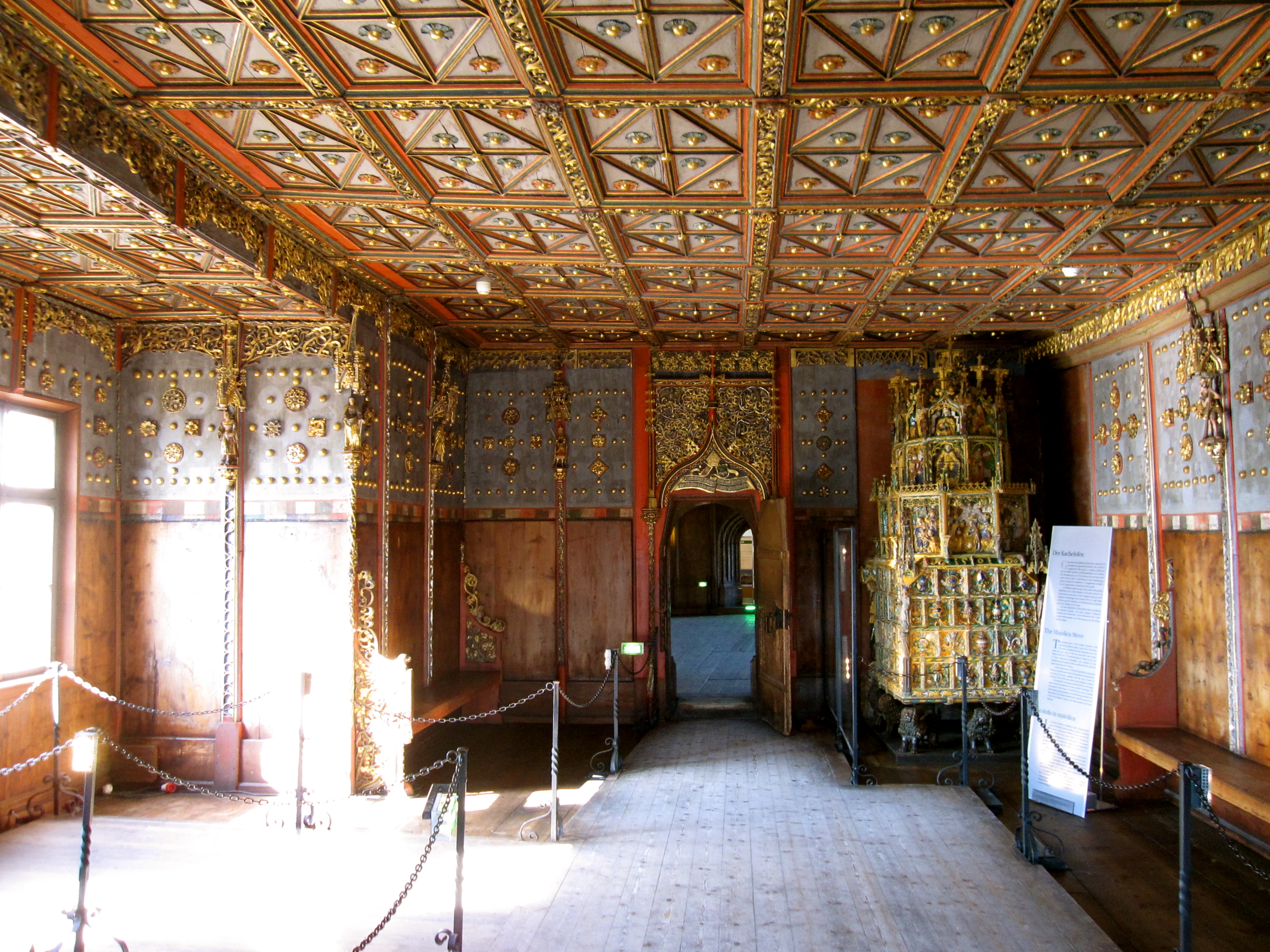
Camera de Aur

Camera de Aur este cea mai magnific mobilată cameră a apartamentului princiar. Lângă cei doi pereți lungi se aflau bănci, care sunt bogat decorate cu viță de vie, struguri, frunze și animale. Aceste bănci erau acoperite de obicei cu material textil sau piele, dar tapiseria nu a supraviețuit până în epoca modernă. Pereții, de asemenea, erau acoperiți cu tapiserie din piele cu decorațiuni aurite care împodobea partea de jos a peretelui.

### Dormitorul

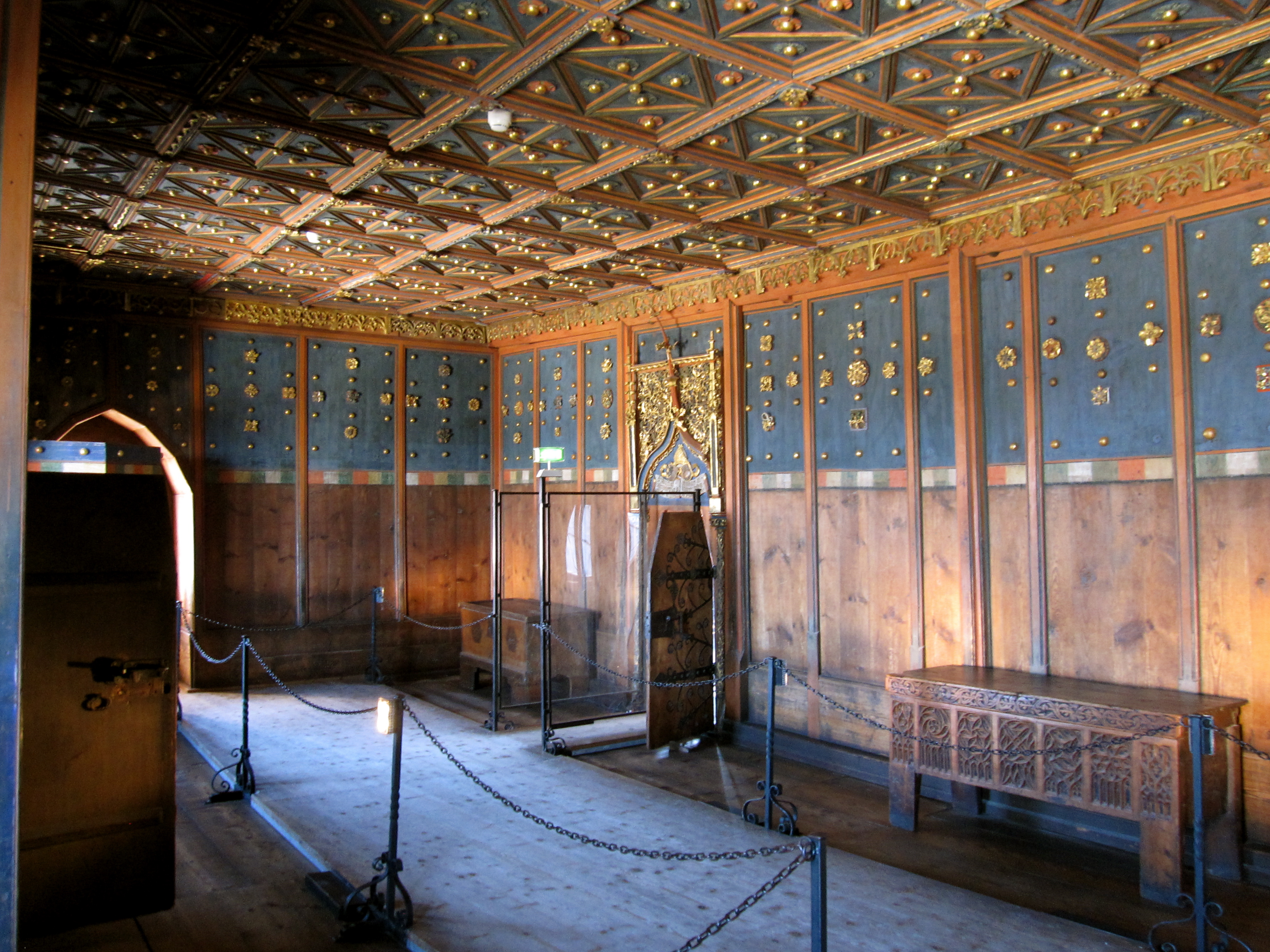
Dormitorul prințului-episcop

Dormitorul este camera cea mai intimă a apartamentului princiar. Mobilierul original și textilele prețioase, cum ar fi tapiseria, au fost înlocuite în decursul timpului de unele mai "moderne". Lambriul elaborat pentru a proteja camera de frig este încă o mărturie a splendorii trecutului. Partea superioară a panourilor este decorată cu butoane aurite și rozete, în timp ce partea inferioară, care este dezgolită în prezent, a fost, probabil, acoperită cu piele sau cu tapiserie de catifea. Ușa ascunde o toaletă, care este de fapt o gaură în podea, cu un cadru de lemn. În trecut, aceasta era o facilitate sanitară extrem de modernă și era accesibilă de la fiecare etaj.

## Legături externe

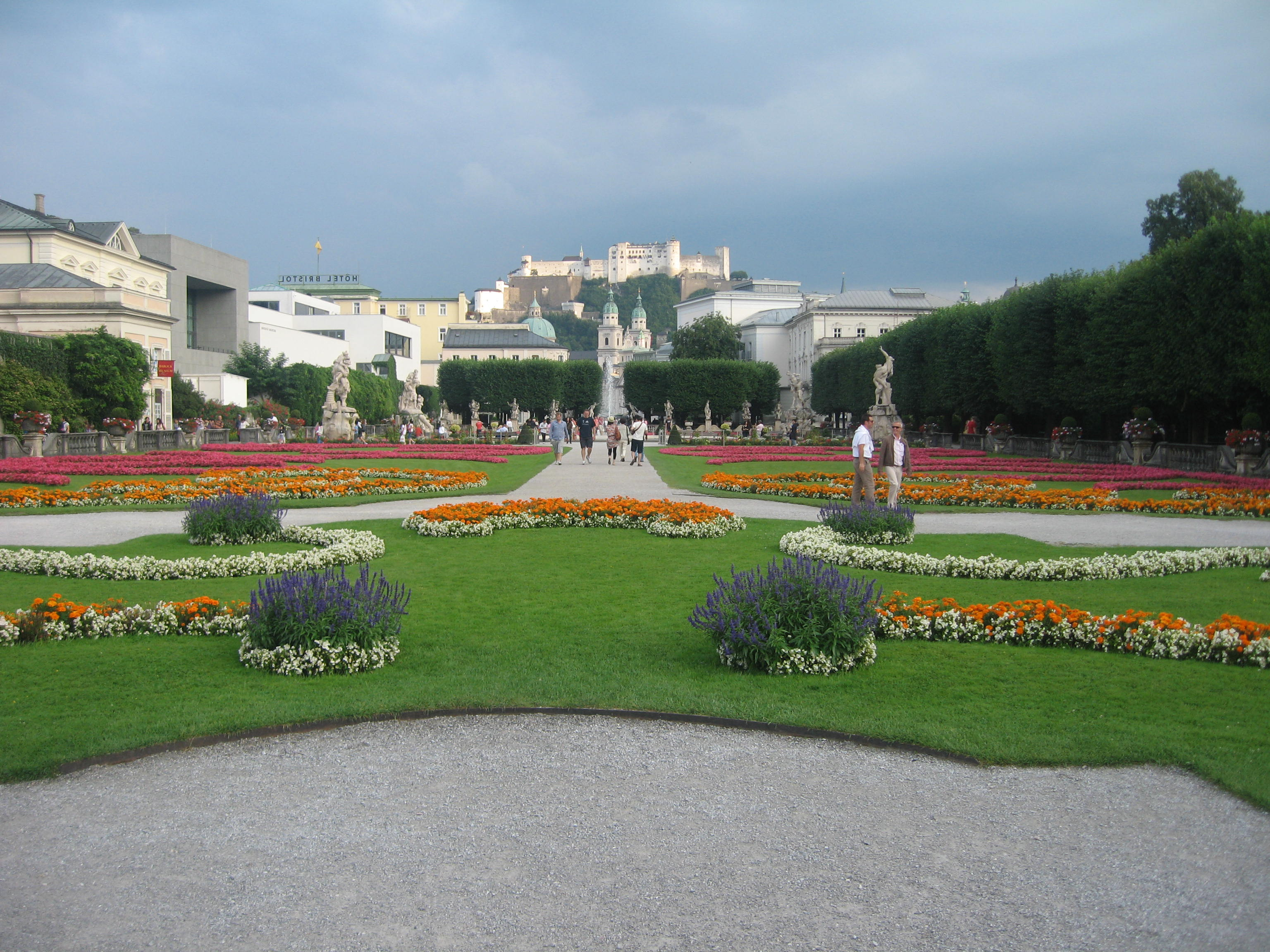
Vedere a Castelului Hohensalzburg din Grădinile Mirabell